# 幻想文学 (雑誌)
『幻想文学』（げんそうぶんがく）は、日本の幻想文学雑誌。1982年に編集人東雅夫により、幻想文学出版局から季刊誌として創刊。1994年からは、発行元を幻想文学出版局よりアトリエOCTAに、責任編集を幻想文学企画室に変更改組し、2003年7月に通巻67号で終刊。この時期の唯一の幻想文学専門誌として、研究進展に多大な寄与を果たした。
1980年から同人誌『金羊毛』を編集発行していた東雅夫が、幻想文学研究誌として、早稲田大学の文学サークル「幻想文学会」を母体とする幻想文学会出版局を発行所、川島徳絵（石堂藍）を発行人として、1982年4月に季刊誌『幻想文学』を発刊。創刊号は「幻想文学研究の現在」特集、128ページ（980円）であった。創刊号から終刊までの表紙画は一部の号を除き建石修志、41号以降の表紙デザインは伊勢功治。評論・研究、書評、インタビュー、創作・翻訳作品、エッセイ、ブックガイドなどを掲載。1989年26号から発行所を幻想文学出版局に改名。
「幻想ブックレビュー」は編集メンバーの他、読者投稿も掲載し、国内外の文学作品、研究書、哲学や民俗学書、美術、音楽、児童文学、漫画、映画までを幅広くカバー。1990年幻想文学出版局『ブックガイドマガジン』創刊により、1991年31号からは「新刊展望」コーナーに改編。常連寄稿者には倉阪鬼一郎、南條竹則、長山靖生、森村進らがいた。

## 新人賞
1985年から短篇小説賞である「幻想文学新人賞」を公募。選者は澁澤龍彦、中井英夫。しかし1987年に澁澤が死去したため、2回までで終了。第1回の入選作は『幻視の文学1985』（1985年）に収録、第2回の入選作は『小説幻妖』2号（1986年）に掲載された。第1回の入選者に牧野みちこ（牧野修）、加藤幹也（高原英理）、第2回入選者に小畠逸介（芦辺拓）、土井喜和（土井喜和子）がいる。

## 特集一覧
- 1号(1982年4月) 幻想文学研究の現在
- 2号(1982年11月) ケルト幻想
- 3号(1983年4月) 幻想純文学
- 4号(1983年7月) アーサー・マッケン+英米恐怖文学事始
- 5号(1983年11月) 伝奇ロマン
- 6号(1984年3月) ラヴクラフト症候群
- 7号(1984年6月) 幻想児童文学
- 8号(1984年9月) ロストワールド文学館
- 9号(1984年12月) 怪奇幻想ミステリー
- 10号(1985年3月) 石の夢・石の花
- 11号(1985年6月) 幻想SF
- 12号(1985年9月) インクリングズ
- 13号(1985年12月) フランス幻想文学必携
- 14号(1986年3月) モダンホラー
- 15号(1986年7月) 大江戸ファンタスティック
- 16号(1986年10月) ハイ・ファンタジー最前線
- 17号(1987年1月) ドイツ幻想文学必携
- 18号(1987年5月) 魔界とユートピア - 日本幻想文学誌1明治篇
- 19号(1987年7月) ヒロイック・ファンタジー
- 20号(1987年10月) 幻想ベストブック1982-87、付録小冊子「追悼・澁澤龍彦」
- 21号(1988年1月) ロシア東欧幻想文学必携
- 22号(1988年4月) 大正デカダンス - 耽美と怪異 日本幻想文学誌2
- 23号(1988年7月) ホラー読本
- 24号(1988年10月) 夢みる二〇年代 - 日本幻想文学誌3大正昭和篇
- 25号(1989年3月) ファンタスティック・マガジン
- 26号(1989年6月) イギリス幻想文学必携
- 27号(1989年9月) 猟奇と哄笑 - 日本幻想文学誌4昭和篇
- 28号(1990年1月) 吸血鬼文学館
- 29号(1990年5月) 幻視の文学1930-40 - 昭和文学の幻視者たち - 日本幻想文学誌5
- 30号(1990年9月) 異端文学マニュアル - 日本幻想文学誌6昭和篇
- 31号(1991年2月) アンドロギュヌス - 両性具有の妖しい夢
- 32号(1991年10月) 人形綺譚 -  ヒトガタの魅惑と恐怖
- 33号(1992年1月) 日本幻想文学必携 - 美と幻妖の系譜
- 34号(1992年4月) ケルト幻想文学誌 - 妖精の幸ふ古代へ
- 35号(1992年7月) 鏡花夢幻帖
- 36号(1992年11月) 悪魔のいる文学誌
- 37号(1993年3月) 英国幽霊物語
- 38号(1993年6月) 幻魔妖怪時代劇
- 39号(1993年9月) 大怪獣文学館
- 40号(1994年1月) 幻想ベストブック1987-1993、書評特集「ドラコニアの新地平」、「眠れ、黒鳥 追悼・中井英夫」
- 41号(1994年7月) ホラー・ジャパネスク
- 42号(1994年10月) RAMPOMANIA
- 43号(1995年2月) 死後の文学
- 44号(1995年6月) 中国幻想文学必携
- 45号(1995年9月) アメリカ幻想文学必携
- 46号(1996年2月) 夢文学大全、小特集「野中ユリの夢宇宙」
- 47号(1996年6月) 怪談ニッポン!
- 48号(1996年10月) 幻想建築文学館
- 49号(1997年3月) シネマと文學!
- 50号(1997年7月) 澁澤龍彦1987-1997
- 51号(1997年11月) アンソロジーの愉楽
- 52号(1998年3月) 猫の妖、猫の幻
- 53号(1998年9月) 音楽+幻想+文学
- 54号(1999年2月) 世の終りのための幻想曲、小特集「山尾悠子の世界」
- 55号(1999年5月) ミステリVS幻想文学、小特集「京極夏彦考」
- 56号(1999年10月) くだん、ミノタウロス、牛妖伝説
- 57号(2000年2月) 伝綺燦爛 - 赤江瀑の世界
- 58号(2000年6月) 女性ファンタジスト2000
- 59号(2000年11月) ボルヘス&ラテンアメリカ幻想
- 60号(2001年3月) 幻想ベストブック1993-2000
- 61号(2001年8月) 百物語文学誌 - めぐりめぐる物語の魔
- 62号(2001年11月) 魔都物語 - 都市が紡ぐ幻想と怪奇
- 63号(2002年3月) M・R・ジェイムズと英国怪談の伝統
- 64号(2002年7月) 幻獣ファンタスティック - 幻想動植物の世界
- 65号(2002年11月) 神秘文学への誘い、小特集「日影丈吉小特集」
- 66号(2003年3月) 幻想文学研究のキイワード
- 67号(2003年7月) 東方幻想 - 異国への憧憬と恐怖

## 主な連載
- 渋谷章「ハガード、ハガード!」1-67号 -  ヘンリー・ライダー・ハガードの評伝
- 「一書一会」1-11回、「新・一書一会］44-67号 - 作家インタビュー
- 菊地秀行「シネマ幻想館」3-30号
- 田中浩一「サイキックミュージック講座」「サイキックミュージック最前線」9-30号
- 稲生平太郎「不思議な物語」10-67号
- 笠井潔「日本幻想作家論」12-19号
- 井辻朱美「ファンタジーの森から」21-33号
- 山下武「ドッペルゲンガー文学考」37-67号
- 篠田真由美「ARCHITECTURA PHANTASTICA 幻想建築術」50-60号 - 連載小説

## 別冊幻想文学
不定期での刊行。
- 1. 中井英夫スペシャル（1986年）
- 2. クトゥルー倶楽部（1987年）
- 3. タルホ・スペシャル（1987年）
- 4. 澁澤龍彦スペシャルI シブサワ・クロニクル（1988年）
- 5. 澁澤龍彦スペシャルII ドラコニア・ガイドブック（1989年）
- 6. 日本幻想作家名鑑 （1991年）
- 7. ドラキュラ文学館 吸血鬼小説大全（1993年）
- 8. 中井英夫スペシャルI 反世界の手帖（上記第1号を増補改訂、1993年）
- 9. 中井英夫スペシャルII 虚無へ捧ぐる（1993年）
- 10 ラヴクラフト・シンドローム（1993年）
- 11. アンドロギュニス! 両性具有文学館（第31号を増補改訂、1995年）
- 12. モダンホラー・スペシャル（1998年）
- 13. 怪人タネラムネラ 種村季弘の箱（2002年）

## その他の雑誌
- 『小説幻妖 壱 新春　妖女コレクション』1986年2月
- 『小説幻妖 弐 晩秋　ベルギー幻想派＆幻視の文学』1986年11月
- 『BGM 創刊号　澁澤龍彦をめぐるブック・コスモス』1990年8月
- 『BGM 2号　オトナのための恐竜本フルコース』1990年10月
- 『BGM 3号　旅行記の快楽』1990年12月

## 関連書籍
各・東雅夫編
- 『幻想文学 1500ブックガイド』（国書刊行会、1997年）、石堂藍との編著
- 『日本幻想作家事典』（国書刊行会、2009年）、同上
  - 『日本幻想文学事典　日本幻想文学大全』ちくま文庫、2013年
    - 『幻視の系譜』、『幻妖の水脈』、各21作品、同上
- 『幻想文学講義 「幻想文学」インタビュー集成』（国書刊行会、2012年）。74名へのインタビュー
- 『世界幻想文学大全』ちくま文庫（全3巻）、2012年11月-12月
  - 1 幻想文学入門、2 怪奇小説精華、3 幻想文学神髄。第1巻は評論集
- 『ゴシック文学入門』、『ゴシック文学神髄』ちくま文庫、2020年。前者は評論集